# 7449 Döllen
7449 Döllen este un asteroid din centura principală, descoperit pe 21 august 1949, de Karl Reinmuth.